# نزف
النزف أو إدماء (بالإنجليزية: Bleeding) هو فقدان الدم عن طريق خروج الدم من الأوعية الدموية إلى خارج الدورة الدموية. استمرار هذه الحالة يؤدي إلى نقص في كمية الدم المتوفرة في الدورة الدموية. يقسم النزف من ناحية الموقع إلى نزف داخلي ونزف خارجي. كما يقسم النزف من ناحية كمية الدم المفقود في الوحدة الزمنية إلى نزف حاد ونزف مزمن.
إن الاستنزاف هو عملية فقدان الدم، بدرجة تؤدي إلى الوفاة. ليس من الضروري أن يفقد الشخص كل الدم بالمعنى الحرفي كي تحدث الوفاة. فتبعًا لكل من العمر والصحة ومستوى اللياقة البدنية للفرد، يمكن أن يموت الشخص إذا فقد نصف أو ثلثي دمه؛ ويعتبر فقدان ما يقرب من ثلث حجم الدم خطيرًا جدًا. ويمكن لجرح عميق أن يستلزم الخياطة ودخول المستشفى، خاصة عندما يكون مصحوبًا بـصدمة، أو اعتلال مشترك في الأوردة أو الشرايين أو أي نوع آخر من الاعتلالات. والاسم الشائع لهذه الحالة هو «النزف حتى الموت». والكلمة نفسها مأخوذة من اللاتينية: ex («فاقد») وsanguis («الدم»).

## أنواع النزف
في حالة النزف يقسم النزف إلى نزف مبرر ونزف غير مبرر.
نزف مبرر هو النزف الذي له سبب واضح يبرره، وهو بالتالي لا يكشف خللاً في تخثر الدم. ومثاله النزف عند قطع اليد بسكين حاد وإصابة أحد الشرايين. بمعنى أن كون المريض ينزف هنا لا يعنى أن نظام تخثير الدم عنده فيه مشاكل مرضية. ومثاله أيضاً نزف المعدة المصابة بالقرحة، فالقرحة قد تجرح وعاءً دموياً في داخل المعدة، مما يجعل النزف مبرراً.
نزف غير مبرر هو النزف الذي يحدث بعد إصابات طفيفة، مثل خدش للجلد، أو قطع طفيف للإصبع، والذي يظهر أنه غير طبيعي (مبالغ). ومن الأمثلة أيضاً النزف الذي يحدث دون سبب على الإطلاق، كأن يبدأ النزف من الأغشية المخاطية من دون سبب ظاهر، وينزف مثلا في الجلد دون وجود إصابة تشرح هذا النزف. انظر الصورة، هنا نزف بسبب التهاب تحسسي يؤذي الأوعية الدموية والشعيرات الدموية في الجلد، فيتسبب بخروج الدم منها.

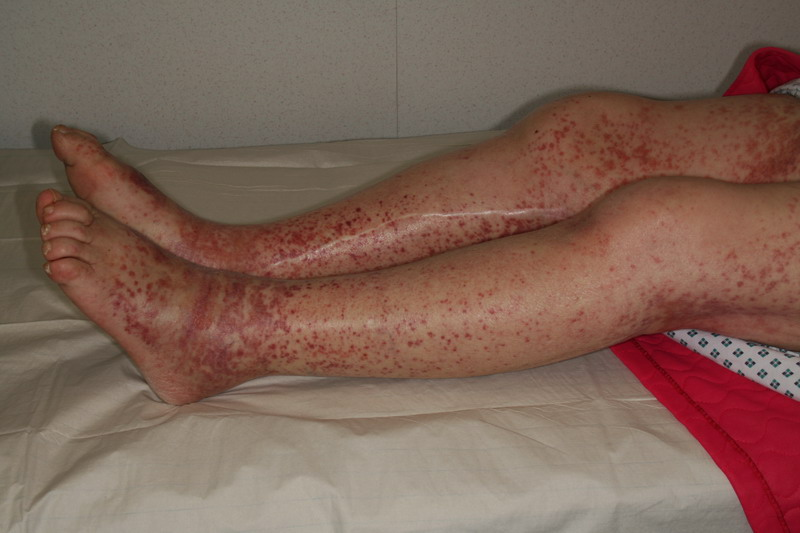
صورة تظهر نزفاً في الطبقات الجلدية بسبب خروج الدم من الأوعية الدموية وتجمعه تحت الجلد.

خلل في تخثر الدم وهذا النزف عادة مايدل على خلل ما في نظام تخثر الدم وله أسباب عديدة منها نقص في بعض الفيتامينات مثل فيتامين كاف، أو أمراض الكبد المتقدمة، أو بسبب العلاج الكيميائي الذي يقلل من الصفائح الدموية، وقد يكون النقص ناتجاً عن
المرض السرطاني مثل سرطان الدم الذي يوثر على عدد الصفائح الدموية، ويؤثر على عوامل التخثر.
ومن أسباب خلل تخثر الدم المرض الوراثية مرض الناعور وهناك أسباب مكتسبة، مثل تناول عقاقير مميعة للدم مثل أسبرين أو مضادات فيتامين كاف وغيرها من مميعات الدم. في هذه الحالة لابد من إعطاء مضاد دواء لإبطال مفعول هذه الأدوية وإيقاف النزف.

## أسباب النزيف
تتعدد أسباب نزيف الدم فمنها أسباب مرضية مثل مرض الهيموفيليا أو نتيجة عن القيام بعمليات جراحية، وقد تكون أسباب النزيف بعض الجروح سواء الجروح السطحية أو الجروح الغائرة، ولنا أن نعلم أن الجروح الغائرة لا تنزف كميات كبيرة من الدم حيث أن الأنسجة لديها القدرة على الالتئام السطحي بسهولة لمنع خروج الدم من الجسم.

## مضاعفات النزف
فقدان كميات كبيرة من الدم تتسبب بالوفاة ولكن حتى ولو تم تعويض الدم المفقود، وبالتالي انقاذ حياة المريض، فإن فقدان كميات كبيرة من الدم يسبب ارهاقاً لأنظمة التخثير والتجلط في الجسم، وبالتالي إلى الاستهلاك المفرط لعوامل التخثير، هذا سيسبب بنفسه نزفاً من جديد، مما يعني أننا ندور في حلقة مفرغة. لذا كان لابد حين التعويض عن الدم المفقود بنقل الدم، أيضاً نقل عوامل تخثير إلى المريض ونقل صفائح دموية للتعويض عن الاستهلاك المفرط لها وإلا فإن فرص إيقاف النزف ستتضاءل.

## نزف داخلي
النزف الداخلي هو النزف الذي يصيب أعضاءً داخلية في جسم الإنسان، فيكون مصدر النزف لا يُرى من خارج جسم الإنسان. من الأمثلة على النزف الداخلي: نزف المعدة الذي تسببه القرحة المعوية، نزف معوي، نزف رئوي، نزف دماغي... الخ
خطورة النزف الداخلي تكمن في أنه أصعب للتعرف عليه من النزف الخارجي، وإذا ما كان هناك شك بنزف داخلي فإنه بحاجة إلى فحوصات طبية للوصول إلى موقعه، والتعرف على مصدره.

### أخطار النزف الداخلي
يعتبر النزف الداخلي بسبب كونه غير مرئي أكثر خطراً على حياة المريض من النزف الخارجي الذي يقود المريض بسبب المنظر المنفر للدم إلى العلاج مباشرة. بينما النزف الداخلي يعتبر مختفياً، وبالتالي قد لا تتم ملاحظته. وخطر النزف الداخلي يعتمد على حدة النزف، فالنزف الداخلي الحاد يشكل خطراً مباشراً على حياة المريض وذلك لأنه يفقد المريض كميات من الدم الذي هو سائل الحياة الضروري. ويمكن أن ينزف المريض حتى الموت دون أن يكون ظاهراً عليه إلا في المراحل الأخيرة. وهذا مايجعل النزف الداخلي يحتاج إلى علاج طبي في مستشفى مجهز بغرف عمليات. ولا مكان لعلاج النزف الداخلي الحاد في العيادات الطبية.
كما أن النزف الدماغي يمكن أن يؤدي من خلال الضغط على خلايا الدماغ إلى الوفاة، دون أن يرافقه فقدان كميات كبيرة من الدم.

### أعراض النزف الداخلي
- الوهن العام، وتغير لون الجلد (يصبح باهتاً) وتصبب العرق المرافق لهبوط في ضغط الدم كلها دلائل على نقص حاد في كمية الدم، وقد تكون أعراض نزف داخلي حاد!
- اختلاف لون البراز وتحوله إلى أسود اللون، أو اللون الغامق إذا كان من المعدة، أو الإسهال الغامق اللون إذا كان من الأمعاء، فيكون قريباً من اللون البني الغامق جداً ويميل إلى السيولة.
- القيء الأسود أو المائل إلى السواد، وهو أيضاً دلالة على نزف المعدة ونزف المريء.

السبب في تغيرّ لون الإخراجات في حالة النزف المعوي إلى الإسوداد هو في أكسدة اليحمور بفعل عصارة المعدة فيتغير لون الدم من اللون الأحمر إلى الأسود.
- فقر الدم وفقر الدم يمكن ملاحظته في جميع حالات النزف المزمنة، أما في النزف الحاد، فيظهر فقر الدم في حالة ما كان النزف مستمراً لساعات، أما النزف الحاد جداً فلا تعطي نسبة الدم أي دليل عليه، إذ أن النزف يكون أسرع من تأقلم الدم عليه!!

وفقر الدم لا يعني بالضرورة أن سببه نزفاً فهناك أسباب أخرى لفقر الدم غير النزف مثل نقص التغذية وأمراض الدم المزمنة... الخ. راجع فقر الدم
- القيء أو الغثيان، أو اختلال التوازن وفقدان الوعي، وكلها أعراض قد تدُل على النزف دماغي، وبخاصة إذا سبقها حادثٌ ما رافقه إصابة للرأس أو الجمجمة.

### تشخيص النزف الداخلي
حتى يتم تشخيص النزف الداخلي لابد من معرفة الأعراض دواعي الشك في وجود النزف الداخلي أصلاً. فلو كان هناك شك في وجود نزف دماغي، فلابد من فحص المريض من قبل طبيب مباشرة، يقوم الطبيب بفحص الوظائف الدماغية، فإذا كانت نتيجة الفحص تساند الشك في وجود نزف دماغي، فإنه لابد من تصوير طبقي للجمجمة والدماغ. وإذا كان هناك شك في نزف معوي، فإنه يتم إجراء فحص مخبري للبراز والقيء، فإذا أثبت الفحص المخبري وجود الدم فلابد من إجراء تنظير داخلي علوي وسفلي للجهاز الهضمي وهكذا دواليك.

## نزف خارجي
النزف الخارجي هو فقدان الدم من مكان ظاهر للعيان، وهو غالباً ما يكون بسبب جرح أو إصابة نجمت عن حادثٍ ما. وغالباً ما يرافق هذا الجرح إصابة لشريان ما، حيث أن إصابة الوريد لا تتسبب بشكل عام في نزف يذكر وذلك لأن تخثر الدم سرعان ما يوقف نزول الدم.
لذا يمكن القول أنه حتى يسمى نزول الدم بنزف خارجي، لابد في غالب الحال من إصابة شريان ما. أما نزول الدم (بعد سحب الدم من الوريد مثلاً) فمن المبالغة بمكان تسميته بنزف.

### خطر النزف الخارجي
يتمثل خطر النزف الخارجي بأنه من الصعب أن يتوقف نزول الدم وفقدانه، دون تدخل خارجي، وذلك لأن ضغط الدم في الأوعية الدموية، يعيق عملية تخثر الدم، وبالتالي يستمر النزف.

### علاج النزف الخارجي
علاج النزف الخارجي هو علاج الجروح، وهو يعتمد بحسب المنطقة المصابة، وحجم الإصابة.
في حالة الجرح في الأطراف: يتم تنظيف الجرح بالماء النظيف أو بالمواد المعقمة المخصصة للجروح لدقيقة واحدة فقط، ثم يتم الضغط على الجرح مباشرة بقطعة قماش نظيفة أو قطن طبي ـ في حالة توفره ـ بشكل متواصل حتى ينقطع النزف.

### أخطاء شائعة
- لا تكرر مسح الجرح وإزالة الدم بشكل متواصل، إن هذا يعيق عملية تخثر الدم، إذ أن أحد شروط تخثر الدم هو وقوف الدم عن الجريان، إن عملية مسح الدم المتواصل قد تجعل من الجرح الطفيف نزفاً كبيراً! الضغط على الجرح لابد أن يكون بشكل متواصل وثابت لمدة لاتقل عن عشرة دقائق في الجروح الكبيرة.
- لا تكرر رفع قطعة القماش عن الجرح كل بضعة ثوانٍ بحجة التأكد من توقف النزف من عدمه، التزم الصبر والتأني واستمر بالضغط لعشرة دقائق مثلاً. ولا حاجة بعدها من التأكد من وقوف النزف، إذا كان الجرح لا يقطر دماً فقد توقف النزف، ثبت حينها القماش أو القطن الطبي بحسب الحاجة.
- تجنب تدليك الجرح، التدليك يساهم في النزف لا في إيقافه.
- لا تبالغ في غسيل الجرح، الماء هو أحد العوامل المساهمة في النزف، كذلك لا تمص العضو المصاب (الإصبع مثلاً) ولا تضع عليه لعاباً أو أية مواد أخرى.
- استخدم الماء النقي فقط، إذا لم يتوفر الماء النقي لا تستخدم سوائل قذرة أخرى في التنظيف، لأنه في هذه الحالة يصار إلى إضافة تلوث جديد غير الحاصل بسبب الإصابة.
- إذا توفر معقم طبي تأكد من أن المعقم مخصص لعلاج الجروح، معقمات الجلد (كالكحول الطبي مثلاً تسبب ألماً وحرقة).
- لا تربط العضو المصاب قبل الجرح لتوقف وصول الدم إليه عن طريق الأحزمة والأربطة المطاطية، لأن ذلك يؤدي إلى إيقاف وصول الأكسجين والدم إلى كامل العضو، ويساهم في حدوث التهاب للجرح المصاب. اكتفي بالضغط على المنطقة المصابة.

### النزف الخارجي المستعصي

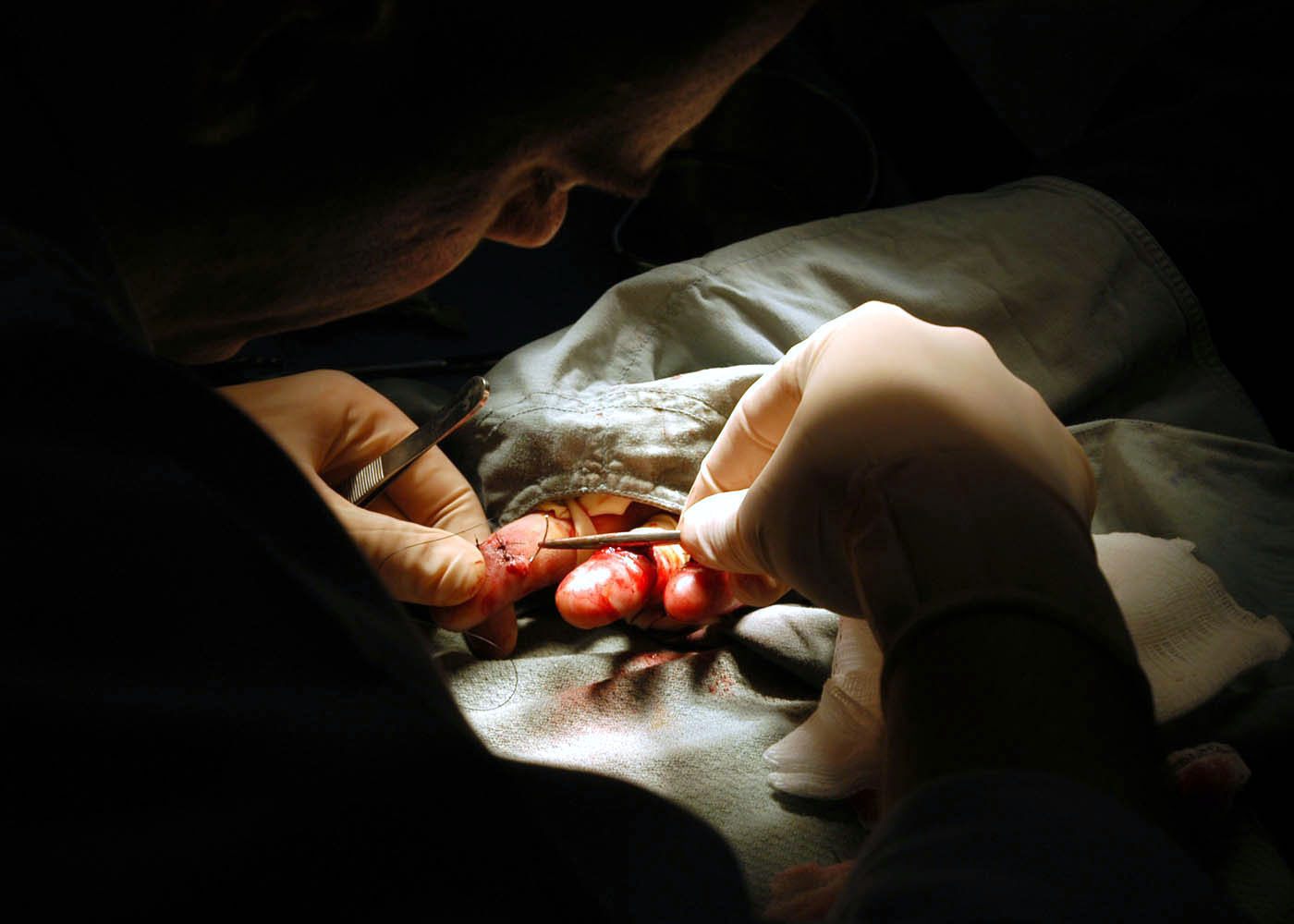
قطب اصبع مجروح

استمر النزف الخارجي برغم الضغط عليه، فإنه قد يعني إصابة شريان مهم، أو كون الجرح في هذه الحالة معقد، هنا لابد من عرض المريض على الطبيب أو الممرض المتخصص في الحوادث. كما أن هناك جروحاً في الوجه أو الرأس لايمكن علاجها بالطريقة السابقة، في كل هذه الحالات لابد من الاستشارة الطبية.
العلاج المتقدم: يقوم هنا الطبيب المعالج، أو الممرض المختص بتضميد الجرح بطريقة محترفة، وقد يقوم بعمل غرز (قطب الجرح) وذلك لإيقاف تدفق الدم. وهذا هو الهدف الرئيسي للقطب، كما أنه يساهم في تجنب نشوء تشوهات نتيجة الجرح.

## نزف حاد
هو النزف الذي يفقد خلاله المريض كمية كبيرة من الدم في وقت قصير نسبياً.
وكلما زادت كمية الدم المفقود كلما زاد الخطر على حياة المريض، ومن الأمثلة على النزف الحاد: الحوادث التي تصيب المريض وتقطع بها مسارات شريان أو أكثر، أو تلك التي تصيب المرضى الذين يتناولون مميع الدم أو أولئك الذين يعانون من أمراض تخثر الدم، حيث قد تتسبب جروح بسيطة بنزف معقد.

### معالجة النزيف الحاد
معالجة النزيف الحاد تلخص بنقطتين:
1. ايقاف النزيف بأسرع وقت ممكن.
2. العناية المركزة بالمريض خاصة في الحالات الحرجة.

### إيقاف النزيف
يعتمد إيقاف النزيف على التعرف على مصدره، النزيف الخارجي معرفة مصدره سهلة، أما النزيف الداخلي فلابد من فحوصات طبية للتعرف على مصدره، وحين التعرف على مصدر النزيف يمكن حينها جراحياً إيقاف النزيف، إما بإجراء عملية جراحية، أو بواسطة المناظير. ويعتمد العلاج على السبب، فلو كان النزيف متوزعاً من مناطق معددة في الجسم بسبب خلل في تخثر الدم فلا بد من علاج هذا الخلل بالأدوية، وتعويض عوامل التخثير في الدم.
لهذا فإن النزيف الحاد هو حالة طوارئ طبية لابد من علاجها في مستشفى مؤهل بقسم طوارئ.

### العناية المركزة
ويقصد بها هنا إسناد الوظائف الحيوية للمصاب ومراقبة معطياته الطبية، مثل ضغط الدم، درجة الحرارة، نسبة الحموضة، نسبة الهيموغلوبين في الدم...الخ.
أما إسناد المريض فيكون:
- تعويض المريض عن السوائل التي يفقدها وكميات الدم المفقودة، وذلك قد يتطلب نقل الدم للمريض المصاب.
- تعويض المريض عن عوامل التخثر التي يفقدها في حالة النزف الحاد جداً، وذلك ليتمكن الدم من التخثر وبالتالي المساعدة على وقف النزف.
- يمكن في بعض الحالات الحرجة أن يُنقل المريض إلى قسم العناية المركزة لتثبيت حالته الصحية.

## نزف مزمن
هو النزف البطيء الذي يُفقد المريض كميات قليلة من الدم في الوحدة الزمنية، ولكن على مدار الأيام يصير مجموع ما فقده المريض هائلاً يقضي على مقدرة الجسم على التعويض. وهذا يقود المريض إلى الإصابة بفقر الدم. وهو ما يسمى بالاستنزاف.
يكون علاج هذا النزف بالكشف عن مصدره أو سببه (راجع أسباب النزف)، وانظر أيضاً فقر الدم.
هذا النزف أو الاستنزاف نادراً ما يؤدي إلى وفاة، لكونه بطيء، ولكن المرض الكامن خلفه يمكن أن يكون خطيراً مثل السرطانات أو أمراض الكبد.

## ذبح الحيوانات في صناعة اللحوم
يستخدم الاستنزاف كوسيلة من وسائل الذبح. قبل عمل قطع مميت، يمكن جعل الحيوان يفقد إحساسه بالألم بطرق عدة، ومنها استخدام ترباس لتقييد الحيوان أو الكهرباء أو المواد الكيميائية. فدون وجود وسيلة تهدئة مسبقة أو صعق أو تخدير، فإن طريقة الذبح هذه قد تسبب درجة عالية من التوتر،  على الرغم من أن هناك دراسات أخرى تتعارض مع هذه النتائج. يتم وضع ترباس تقييد الحيوان عند جمجمة الحيوان لكي يخترقها ويدمر نسيج المخ، مما يؤدي إلى عجِز الحيوان وبالتالي يمكن إجراء عملية الذبح. يتم استخدام الكهرباء غالبًا مع الخنازير والدواجن، والخراف الأليفة، في حين يتم استخدام المواد الكيميائية مع الماشية المصابة.
حينما يصبح الحيوان عاجزًا عن الحركة، يتم إدخال سكين مدببة بالكامل عبر الجلد وراء نقطة الفك تحديدًا وتحت عظام الرقبة. وعند هذه النقطة، يتم سحب السكين للأمام ويُقطع الوريد الوداجي والشريان السباتي والقصبة الهوائية. ولإتمام الذبح، ينبغي أن يتدفق الدم بحرية مع موت الحيوان في غضون دقائق قليلة. في بعض الأحيان، يتم تكرار نفس الإجراء على الجانب الآخر من الرقبة وقطع الوريد والشريان في الجانب الآخر.
بخلاف التكلفة الأولية لشراء ترباس تقييد الحيوان، فإن استخدام هذه الطريقة غير مكلف على الإطلاق؛ حيث يكون الحيوان غير قادر على الحركة طول فترة الذبح. ورغم أمان هذه الطريقة للقائم بالذبح، إلا أنها محظورة في الشريعة الإسلامية.
يلزم استخدام الذبح عن طريق الاستنزاف في تعاليم الشريعة الإسلامية، فيما يعرف باسم الذبح الحلال، كما يَحظر استخدام السكين المدببة ذات الحدين. بدلاً من ذلك، يتم استخدام سكينة ذات نهاية مربعة الشكل بحيث تكون أعرض مرتين على الأقل من رقبة الحيوان؛ فهذه السكين تساعد على أن تتم عملية الاستنزاف بشكل أسرع من استخدام السكين المدببة، حيث يتم قطع الأوعية الدموية الأربعة الكبيرة في آن واحد.
أشارت دراسة أجريت عام 1978 في جامعة هانوفر للطب البيطري إلى أن هذه الطرق التقليدية، عند استخدامها في الذبح كما هو منصوص عليها من قِبل التشريعات الدينية، حققت نتائج تدل على أن "...الشعور بالألم والمعاناة لهذه الدرجة قد ارتبط بصفة عامة بهذا النوع من الذبح..." وأن "[فقدان الوعي بالكامل]" يحدث بصفة عامة خلال وقت أقل من طريقة الذبح باستخدام ترباس التقييد."
في الإسلامية والشريعة اليهودية، يحرم استخدام ترباس تقييد الحيوان وغيرها من أساليب شلل ما قبل الذبح بصفة عامة، كما أن تناول الحيوانات التي وجدت ميتة يعتبر من أكل الجيفة والحيوانات المصعوقة التي يتم ذبحها فيما بعد تندرج تحت هذا التصنيف.
سمحت مؤخرًا مختلف جهات الأطعمة الحلال باستخدام نظام آمن ضد العطل تم تطويره حديثًا لصعق الرأس فقط باستخدام رأس مطرقة على شكل فطر «عيش الغراب» تسبب ضربة غير قاتلة، حيث ثبت إمكانية إعادة الحيوان مرة أخرى للوعي بعد هذه الصدمة.

## سبب وفاة الإنسان
الاستنزاف هو سبب غير شائع نسبيًا ومثير للوفاة في البشر.
يمكن للإصابة الجرحية أن تسبب الاستنزاف إذا لم يتم إيقاف النزيف. وهذا هو السبب الأكثر شيوعًا للوفاة في ساحات المعارك. يمكن أن تتضمن الأسباب الغير ميدانية كلاً من القتل بإطلاق النار أو الطعن؛ وحوادث السيارات؛ والانتحار عن طريق قطع الشرايين، وعادةً الموجودة في الرسغ؛ والبتر الجزئي أو الكلي للأطراف بواسطة المناشير الدائرية والمناشير الجنزيرية.
يمكن أيضًا أن يتطور النزيف الداخلي عند المرضى ليصبح كارثيًا، مثل النزيف من القرحة الهضمية، أو النزيف بعد الولادة، أو النزيف الطحالي، والذي يمكن أن يسبب الاستنزاف حتى بدون نزيف خارجي. وهناك سبب آخر للاستنزاف في المجال الطبي، وهو أم الدم (تمدد الأوعية الدموية). إذا حدث انفجار لأم الدم البهرية الانشطارية خلال الطبقة الخارجية من جداره، فيمكن أن يؤدي هذا إلى النزف الهائل والاستنزاف في غضون دقائق. ويعد هذا سببًا شائعًا نسبيًا للوفاة المفاجئة غير المتوقعة للمرضى الذين يبدون بخير. كذلك، يمكن أن تسبب إصابة الكبد والكليتين والطحال نزيفًا داخليًا شديدًا، بالرغم من أن التجويف البطني يمكن أن يظهر داكنًا كما لو كان مصابًا بكدمات. وبنفس الطريقة، يمكن أن تسبب إصابة الرئتين النزيف للخارج، وبدون الملاحظة الطبية يمكن أن يملأ الدم الرئتين مسببًا الغرق، أو خلال الغشاء البلوري مسببًا الاختناق، تمامًا قبل ظهور الاستنزاف. علاوةً على ذلك، يمكن أن تتسبب الإصابة الخطيرة في تمزق الأوعية الدموية الكبرى بدون إصابة خارجية تدل على التهتك الداخلي.
ويمكن أن يعاني متعاطو الكحوليات ومرضى الكبد من الاستنزاف. كذلك، فإن الأوردة رفيعة الجدار التي تكون منخفضة الضغط الموجودة تحت الجزء الأسفل من الغشاء المخاطي للمريء المعروفة باسم الدوالي المريئية قد تتقرح أو تتمزق («متلازمة مالوري-ويز») أثناء القيء العنيف بسبب الكحول مما يؤدي إلى نزيف شديد وأحيانًا الاستنزاف. فضلاً عما سبق، يؤدي اعتلال وظائف الكبد إلى تقليل وجود عوامل التجلط (معظمها يتكون في الكبد)، مما يجعل أي تمزق للأوعية الدموية يتسبب في فقدان دم مميت.

## وصلات خارجية
- شبكة ميدلاين
- لأفضل صحة